# Stefania Ielfoutina
Stefania Ielfoutina est une véliplanchiste russe née le 27 janvier 1997 à Ieïsk. Elle a remporté la médaille de bronze du RS:X féminin aux Jeux olympiques d'été de 2016 à Rio de Janeiro.